# أغنيس هانتينغتون
أغنيس هانتينغتون (بالإنجليزية: Agnes Huntington) هي مغنية أوبرا أمريكية، ولدت في 1864 في كالامازو في الولايات المتحدة، وتوفيت في 1953 في مانهاتن في الولايات المتحدة.